# ING
ING集團（荷蘭語：ING Groep），全稱荷蘭國際集團（荷蘭語：Internationale Nederlanden Groep），是一個國際金融服務私營企业，成立於1991年，由荷蘭最大的保險公司Nationale-Nederlanden，與荷蘭的第三大銀行NMB PostBank Group合併而成。ING集團以象徵性的1英鎊收購已經破產的英國著名投資銀行霸菱銀行。 2005年，又賣給了美國萬通人壽保險公司（MassMutual）
ING集團的服務遍及全球40多個國家，核心業務是銀行、保險及資產管理等。ING集團的全球職員大約56,000人，顧客5320萬人，包括自然人、家庭，企業、政府及其他等，例如基金組織。

## 歷史
ING Group 的歷史可追溯至荷蘭的兩家主要保險公司和荷蘭政府的銀行服務。 1991 年，Nationale-Nederlanden 保險分行與“NMB Postbank Groep”銀行分行合併。 NMB 代表“Nederlandsche Middenstands Bank”。

ING集團的歷史組成

### 保險業務
1845 年，火災保險公司 Assurantie Maatschappij tegen Brandschade de Nederlanden van 1845（“1845 年荷蘭火災保險公司”）成立。它成長為領先的荷蘭保險公司，在荷蘭以外設有分支機構（到 1900 年在全球擁有 139 家分支機構）。後來它更名為“De Nederlanden van 1845”。二十年後的 1863 年，人壽保險公司 Nationale Levensverzekerings Bank（“國民人壽保險銀行”）在鹿特丹成立。這兩家保險公司進行了多次收購，並於 1963 年合併組建了 Nationale-Nederlanden 保險公司。 

### 銀行業務
荷兰邮政储蓄银行（Rijkspostspaarbank）后来演变为荷兰邮政银行 ，后来变成ING集团的荷蘭安智銀行。
ING Direct在北美、欧洲有储蓄业务，其在美国的业务2013年开始被Capital One并购；在加拿大的部分被加拿大丰业银行收购并于2014年改名为tangerine，在各大城市有ING DIRECT Café处理一些简单业务。

## 近期发展

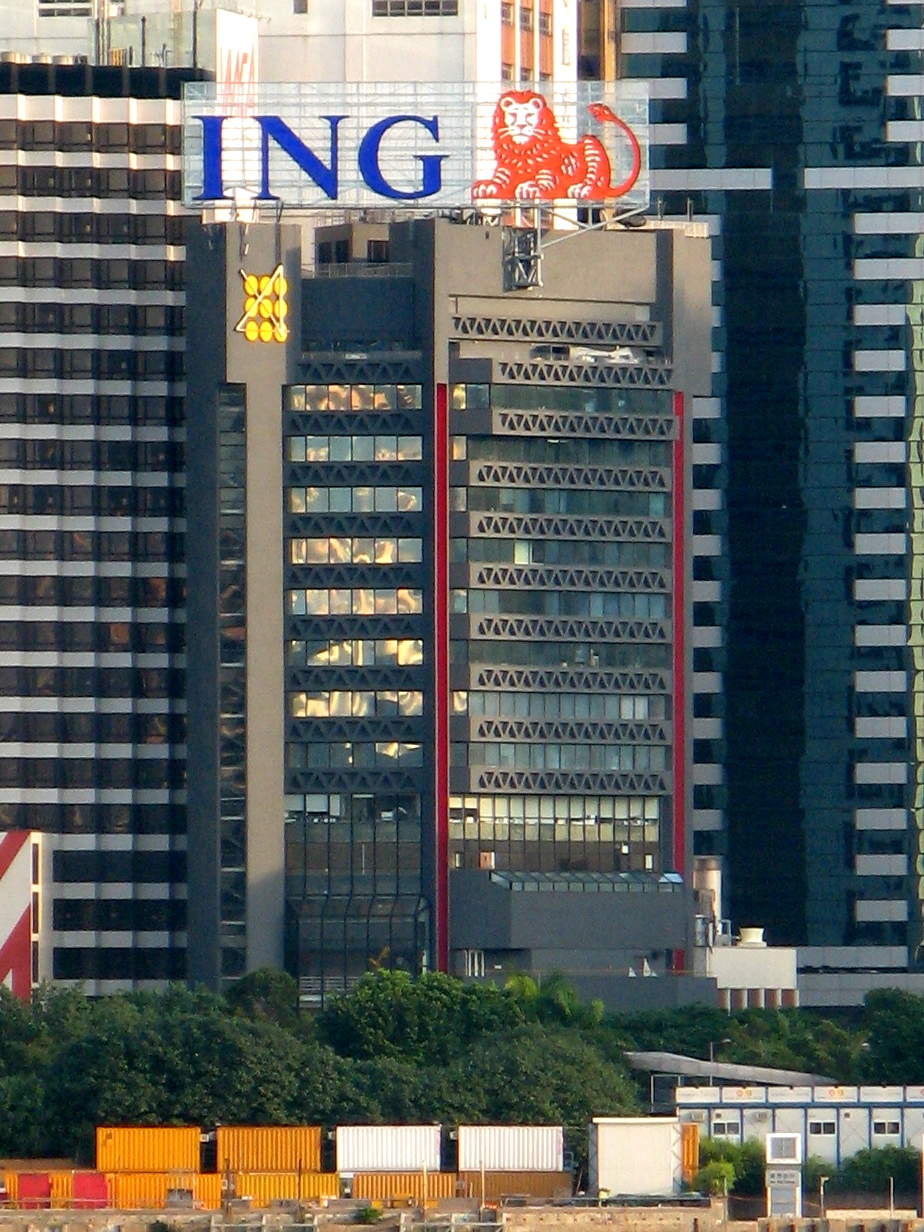
在香港藝術中心天台的ING企業標誌牌

2000年ING以約77億美元代價收購Aetna旗下全球人壽業務和金融服務業務----即Aetna International和Aetna Financial Services
2008年10月20日，荷蘭政府向ING集團注資100億歐元（134億美元）ING集團將會向荷蘭政府發行10億股優先股，並提供8.5%的派息率，同日，ING以6億美元出售台灣ING安泰人壽予富邦金控。富邦金控以每股約15.2元（單位不明）購併ING安泰人壽，包括發行普通股4.06億股，佔發行後股本5%。
2009年1月27日荷蘭政府接手ING的277億歐元（358億美元）不良資產，承擔其中最多80%虧損，約合220億歐元，ING則將每年付給政府約6億歐元費用。
2009年9月26日澳盛銀行集團（ANZ）以15億美元（17.6億澳元）現金收購（ING）在澳洲和新西蘭壽險與財富管理合資企業ING澳洲（ING Australia）和ING新西蘭（ING New Zealand）持有的51%股權
2009年10月8日ING集團，落實出售旗下瑞士私人銀行業務予Julius Baer（寶盛），完成交易後，ING可套現5億美元（約39億港元）5.2億瑞士法郎現金
2009年10月16日ING集團出售亞洲私人銀行業務予新加坡第三大銀行華僑銀行，涉及的金額14.6億美元（大約為113.88億港元）。
2009年10月17日ING集團出售旗下美國再保險業務ING Reinsurance U.S.給Reinsurance Group of America, Inc.（RGA）。涉及的金額1億歐元
2009年10月27日ING集團與歐洲委員會達成協議，將集團分拆成銀行和保險兩部分，四年內將轉型成以歐洲市場為主的較小型銀行，將供股集資75億歐元（112.5億美元），當中50億歐元用作償還荷蘭政府的五成貸款。該公司未來將透過首次公開發行（IPO）、出售或與其他公司合併來處分所有保險與投資管理事業股權，目前與歐盟執委會的協商已結束，同時可望於11月25日特別股東會前正式獲得批准。協議亦包括，ING會在2013年前出售旗下在美國的網上銀行業務ING Direct USA荷蘭的Interadvies與消費融資部門。
2011年6月16日Capital One Financial以90億美元收購ING旗下的美國網路銀行事業ING Direct 。將以62億美元的現金與價值28億美元的5590萬股股票融通這筆交易。交易完成後，ING 將成為第一資本的最大單一股東。據ING Direct最近向美國儲蓄管理局（Office of Thrift Supervision）提交的文件顯示﹐該公司擁有近820億美元存款和920億美元的資產。
2011年7月25日ING將旗下拉丁美洲大多數保險業務售予哥倫比亞大型財團和投資管理公司GrupodeInversionesSuramericanaSA，交易總值約27億歐元。ING在智利、墨西哥、乌拉圭、秘鲁和哥伦比亚的养老金、寿险和投资管理部门，但不包括ING持有的巴西最大的保险公司Sul America 36%的股权
2012年8月30日ING以31.6億美元出售加拿大ING 
Direct給加拿大豐業銀行 並於2014年改名為Tangerine，在各大城市有ING DIRECT Café處理一些簡單業務。
2012年9月6日ING以大約30億美元出售所持Capital One Financial的全部股權
2012年10月10日友邦保險宣佈，其全資附屬子公司美國友邦保險以13億歐元（約135億港元），向ING保險亞洲購入ING馬來西亞全部股本，但不包括ING Investment Malaysia股份，
2012年10月11日招商銀行及招商證券將共同接手荷蘭國際集團(ING)出讓的招商基金股權，招行及招商證券將共同持有該基金33.3%股權，涉及金額9800萬歐元，折合約9.76億港元。
2012年10月19日 盈科拓展以21.4億美元(折合166億港元)現金收購ING位於香港、澳門和泰國的保險業務，於交易完成後易名為富衛（FWD）。ING預料可錄得交易利潤10億歐元（折合約101億港元）。
2013年5月2日ING集團美國業務在紐約證交所上市，發行6520萬普通股，每股19.25美元；集資12.7億美元，持股比例減至75%。ING US於2014年1月9日開始改名為Voya Financial，該公司主要提供保險、退休金及投資服務，VOYA 擁有超過5250億美金的資產, 並在全球服務超過1300萬的客戶。VOYA 在美國仍然是超前排列的最大財務保險公司之一, 特別是 Voya retirement solutions 仍然是全美最大的退休基金管理公司之一
2013年7月8日ING將所持中國合資保險企業中荷人壽50%的股權出售給法國巴黎銀行的保險子公司BNP Paribas Cardif巴黎保險集團。
2013年7月10日ING出售南韓投資管理業務予澳洲麥格理(Macquarie)，無披露作價，有關業務管理資產值約170億歐元（約1,689億港元）。完成交易後，麥格理將成為南韓最大的海外資產管理機構。
2013年8月26日荷蘭國際集團（ING）同意以1.84萬億韓圜（17億美元）12.4億歐元（約128億港元），將旗下韓國壽險業務ING Life Korea，90%股權出售予私人股權投資集團安博凱（MBK Partners）。交易料錄虧損9.5億歐元。交易完成後, ING在南韓保險業務仍有一成股份, 價值約1.07億美元。
2014年1月10日ING集團將出售台灣資產管理事業體「安泰證券投資信託股份有限公司」，給日本野村資產管理公司為主的投資團隊。安泰投信為台灣前10大資產管理公司，截至2013年10月底的管理資產約52億歐元。
2014年7月ING分拆旗下歐洲保險業務NN集团，以每股20歐元，發行7,000萬股，集資15.4億歐元（即21億美元），在阿姆斯特丹證券交易所上市，當中包括向三間亞洲公司出售價值1.5億歐元的NN股份，該三間公司亦將認購11.3億歐元的可換股債券，債券可兌換為NN股票。佔28.6%。
2015年4月7日，ING投資管理(ING Investment Management) 全球同步更名為NN投資夥伴（NN Investment Partners），旗下由野村證券投資信託股份有限公司（下稱野村投信）擔任總代理之ING（L）系列境外基金，亦同步更名為NN（L）系列境外基金。

## 外部連結
- ING集團（页面存档备份，存于）
- ING的Facebook專頁
- YouTube上的ING頻道